# Clément Bazin
Pour les articles homonymes, voir Bazin.
Clément Bazin est un auteur-compositeur et musicien français de musique électronique.

## Biographie
Spécialiste de steel drum, il l'a enseigné au Conservatoire national supérieur de musique et de danse de Paris.
Il a été instrumentiste deux années sur la tournée de Woodkid,.
Son style est souvent associé à de l'électro-tropicale, voire de la tropical house. Lui décrit son style comme « euphorique ».

## Discographie

### EP
- US (?)
- Come to this (?)
- Return to Forever (2016)